# Consumidor

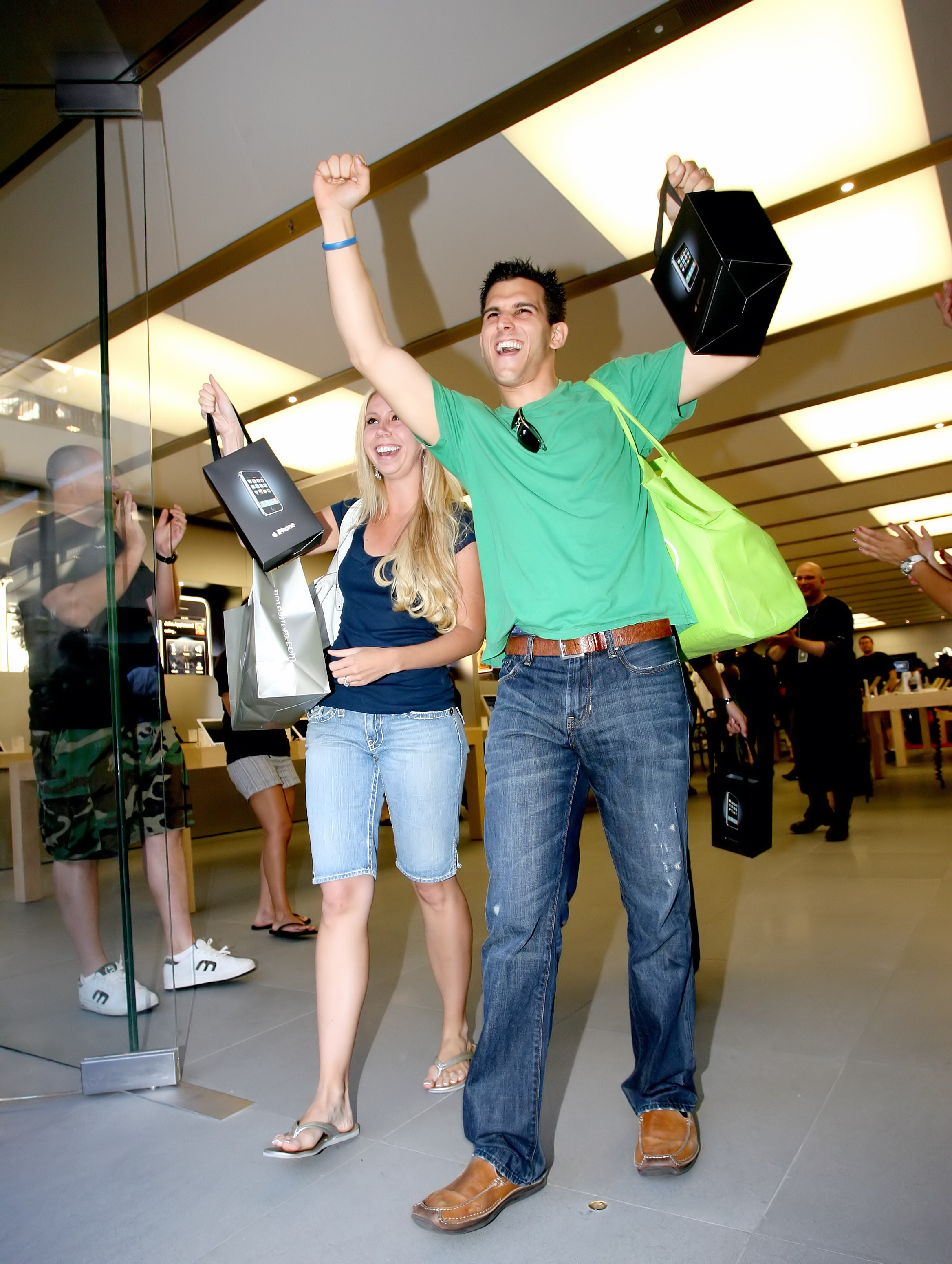
O perfil do consumidor é influenciado pelo marketing dos produtos

Em economia, consumidor é toda pessoa física ou jurídica que adquire algum produto ou serviço para seu consumo.

## Consumidor
O Consumidor é o que tem acesso a várias opções e várias variedades de escolha de qualquer produto. É toda e qualquer pessoa que visita ou somente procura a empresa com algum interesse em adquirir produtos ou serviços no momento presente ou futuro. Qualquer pessoa que seja impactada pelo produto ou processo, pode-se afirmar que o consumidor é qualquer pessoa que participe do processo, desde a sua concepção até o seu consumo. Importante que seja, mas não só como retórica para atraí-los; é essencial uma estrutura de produção de serviços compatível com as necessidades identificadas, pois a cortesia não sustentará por muito tempo serviços sem qualidade. 

### Características permanentes dos indivíduos
1. Personalidade
2. Imagem de si próprio
3. Tratamento da mensagem.
4. Comparação com as informações memorizadas sobre outros produtos e situação actual.
5. Tomada de decisão a partir da motivação iniciada na fase 2 e que leva o sujeito a comprar.
6. Feedback resultante entre a compra e  a utilização do produto, feedback esse que origina e reforça a aprendizagem.
7. Estímulo marketing
8. Tratamento da informação
9. Processo de decisão